# Grund und Boden
Der Grund und Boden ist ein Teil der Erdoberfläche. Im Unterschied zum Begriff des Grundstücks gehören Gebäude nicht zum Grund und Boden. Der Begriff des Grund und Bodens wird deshalb vor allem im Bilanz- und Steuerrecht verwendet, da der Grund und Boden als nicht abnutzbarer Vermögensgegenstand stets gesondert zu bewerten ist. Wird ein bebautes Grundstück zu einem einheitlichen Kaufpreis angeschafft, muss der Kaufpreis bilanzrechtlich zwingend in einen Grund und Bodenanteil und einen Gebäudeanteil aufgeteilt werden. Auch Bodenschätze sind unter bestimmten Bedingungen als separater Vermögensgegenstand vom Grund und Boden abzusondern.